# Cal Lepore

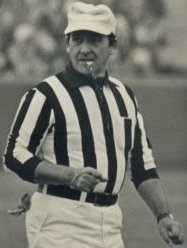
Cal Lepore (1977)

Leonard Charles „Cal“ Lepore (* 15. April 1919 in Chicago, Illinois; † 7. Dezember 2002) war ein US-amerikanischer Schiedsrichter im American Football, der von der Saison 1966 bis 1969 in der AFL und von der Saison 1970 bis zur Saison 1980 in der NFL tätig war. In der AFL trug er die Uniform mit der Nummer 32, in der NFL die Nummer 72, außer in den Spielzeiten 1979 und 1980, in denen positionsbezogene Nummern vergeben wurden.

## Karriere
Lepore begann im Jahr 1966 seine AFL-Laufbahn als Line Judge. Später war er auch als Head Linesman tätig. Nach der Fusion der AFL und NFL im Jahr 1970 war er weiterhin als Schiedsrichter in der neuen NFL tätig.
Im weiteren Verlauf seiner Karriere wurde er zum Hauptschiedsrichter ernannt.
Er war Line Judge in der Crew unter der Leitung von Tommy Bell im AFL-NFL Championship Game im Jahr 1969, welche heute als Super Bowl III bekannt ist. Er war Ersatzschiedsrichter im Super Bowl XII und Replay Official im Super Bowl XXVI.